# Gaudichaudia (növénynemzetség)
A Gaudichaudia a Malpighiales rendjébe és a malpighicserjefélék (Malpighiaceae) családjába tartozó nemzetség.

## Rendszerezés
A nemzetségbe az alábbi 21 faj tartozik:
- Gaudichaudia albida Schltdl. & Cham.
- Gaudichaudia andersonii S.L.Jessup
- Gaudichaudia chasei W.R.Anderson
- Gaudichaudia congestiflora A.Juss.
- Gaudichaudia cycloptera (Moc. & Sessé ex DC.) W.R.Anderson
- Gaudichaudia cynanchoides Kunth
- Gaudichaudia diandra (Nied.) Chodat
- Gaudichaudia galeottiana (Nied.) Chodat
- Gaudichaudia hexandra (Nied.) Chodat
- Gaudichaudia hirtella (Rich.) S.L.Jessup
- Gaudichaudia implexa S.L.Jessup
- Gaudichaudia intermixteca S.L.Jessup
- Gaudichaudia karwinskiana A.Juss.
- Gaudichaudia krusei W.R.Anderson
- Gaudichaudia macvaughii W.R.Anderson
- Gaudichaudia mollis Benth.
- Gaudichaudia palmeri S.Watson
- Gaudichaudia subverticillata Rose
- Gaudichaudia symplecta S.L.Jessup
- Gaudichaudia synoptera S.L.Jessup
- Gaudichaudia zygoptera S.L.Jessup